# غوستاف هنريش يوهان أبولون تامان
غوستاف هنريش يوهان أبولون تامان (بالروسية: Тамман, Густав)‏ (و. 1861 – 1938 م) هو فيزيائي، وكيميائي، ومهندس، وخبير بالمعادن، وأستاذ جامعي من الإمبراطورية الروسية، وألمانيا، ولد في كينغيسيب، كان عضوًا في الأكاديمية البروسية للعلوم، والأكاديمية الروسية للعلوم، والأكاديمية الألمانية للعلوم ليوبولدينا، توفي في غوتينغن، عن عمر يناهز 77 عاماً.

## التعليم
تعلم في جامعة تارتو
.

## جوائز وترشيحات
حصل على جوائز منها:
- Liebig Medal [الإنجليزية]‏ (1925)
- Bunsen Medal ‏ (1921)

ترشح لـ:
- جائزة نوبل في الكيمياء (1937)[7]
- جائزة نوبل في الكيمياء (1936)[7]
- جائزة نوبل في الكيمياء (1935)[7]
- جائزة نوبل في الكيمياء (1933)[7]
- جائزة نوبل في الكيمياء (1931)[7]
- جائزة نوبل في الكيمياء (1930)[7]
- جائزة نوبل في الكيمياء (1929)[7]
- جائزة نوبل في الكيمياء (1928)[7]
- جائزة نوبل في الكيمياء (1927)[7]
- جائزة نوبل في الكيمياء (1926)[7]
- جائزة نوبل في الكيمياء (1924)[7]
- جائزة نوبل في الكيمياء (1923)[7]
- جائزة نوبل في الكيمياء (1922)[7]
- جائزة نوبل في الكيمياء (1921)[7]
- جائزة نوبل في الكيمياء (1915)[7]
- جائزة نوبل في الكيمياء (1911).[7]

## روابط خارجية
- غوستاف هنريش يوهان أبولون تامان على موقع الموسوعة البريطانية (الإنجليزية)